# 安大略湖 (土衛六)
安大略湖是在土衛六泰坦南極區附近的一個甲烷-乙烷湖，他已經被証實是一個碳氫湖卡西尼號太空船的觀測結果刊登在2008年7月31日的自然雜誌，它大約有20,000平方公里的大小，並因為大小和形狀的相似，被以北美洲的安大略湖命名。

## 外部連結
- Staff. . Astrobiology Magazine. 2008-08-03  [2008-08-05]. （原始内容存档于2010-03-13）.